# الحجة الكونية

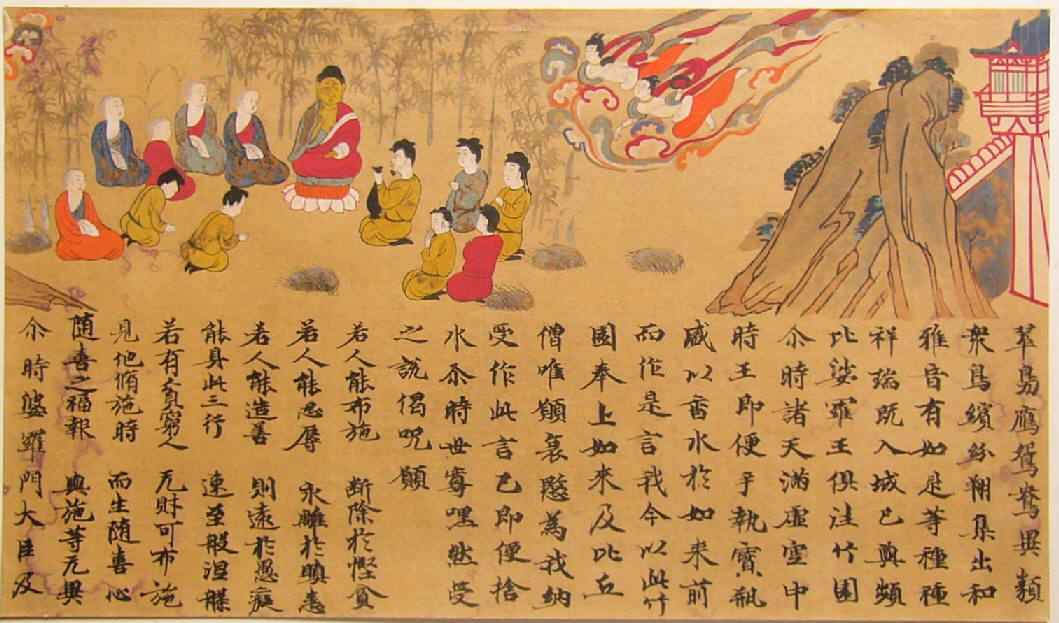

الحجة الكونية (بالإنجليزية: Cosmological argument) هي حُجّة لوجود السبب الأول للكون، ويستخدم كحجة لوجود كينونة غير مشترطة تعرف في الأغلب على انها الله، وهي تسنتد على ثلاثة أسس: العلية، الجوهرية والتكوين.
الفرضية الأساسية لجميع هذه العناصر هو أن شيئاً ما تسبب أو يتسبب بشكل مستمر في وجود الكون، وهذا السبب الأول الذي ربط الناس إلى الله بشكل ديني. وقد تم استخدامه من قبل مختلف اللاهوتيين والفلاسفة على مر القرون، من الإغريقين أمثال أفلاطون وأرسطو إلى القرون الوسطى (على سبيل المثال، القديس توما الاكويني) وخارجها. بينما المتشككون وغير المتدينون غالباً ما يستشهدون بالانفجار الكبير باعتباره السبب الأول.

## الحجة
مقدمات الحجة الكونية:
1. كل كائن فاني له سبب.
2. حلقة السببية لا يمكن أن توجد، لإنه يؤدي إلى التسلسل المحال.
3. سلسلة السببية لا يمكن أن تكون من طول لانهائي.
4. ولذلك، فإن المسبب الأول يجب أن يكون موجوداً، ويعزى ذلك إلى نسبة الكون إلى الله.

ووفقا لذلك فان وجود الكون يحتاج الي تفسير ومسبب أول يفسر في اغلب الاحيان على انه الله، اما الحجة الكونية التي وضعها الغزالي تسرد كالتالي:
1. كل ما له بداية له سبب.
2. الكون له بداية.
3. إذاً الكون له سبب «خالق».